# Lucía Aldao
Lucía Aldao (n. La Coruña, 20 de febrero de 1982) es una poeta y artista gallega.

## Trayectoria
Comenzó a iniciarse en la poesía durante su adolescencia, su éxito la llevó a ampliar sus actividades, llevando una carrera paralela como cantante y guitarrista mutante, escritora y animadora cultural.
Obtuvo el segundo premio de poesía Gzcrea, recogido en el volumen colectivo: Isto é un poema e hai xente detrás  (Espiral Maior 2007).
Con el "Proyecto musical AlDDao", formado con el DJ Diego Delgado, comenzó con la grabación de una versión de "She's Lost Control", de Joy Division y está en el período de preparación de un álbum. Adora recitar, junto a María Lado,  y es asidua de las celebraciones-performances de Maribolheras precárias.

## Honores

### Premios
- Tanxedoira
- el Francisco Fernández del Riego
- el Minerva
- Premio de Poesía de O Facho

## Obras
- Unha dúcia mais un. Con fotografías del arquitecto Luis Muñoz

### Antologías
- O trazo aberto
- Negra Sombra
- Os gozos e as sombras
- Forxa literaria

### Libros
- lucía Aldao. 2010. Bebés[4]

, et al. 2007. Isto é un poema e hai xente detrás. Colección Espiral Maior poesía, 128 pp. ISBN 8496475492

### Espectáculos
- Dillei. Actriz y guionista en la obra de Carlos Blanco.
- Onde esté un cubata que se quite un soneto (2005). Recital de poesía con proyecciones de música electrónica
- Acústico femenino. Presentación de la gala del Día Internacional de la Mujer